# Демарко, Том
Том Демарко (также ДеМарко, род. 20 августа 1940 года, Хейзлтон, штат Пенсильвания, США) — американский инженер-программист, писатель и консультант по программной инженерии.
В 1970-х годах разработал методологию структурного анализа — систематического пошагового подхода к анализу требований и проектированию спецификаций системы. Целью этой методологии является преобразование общих, неясных знаний о требованиях к системе в как можно более точные определения.

## Юность и образование
Том Демарко родился в городе Хейзлтоне, штат Пенсильвания (округ Льюзерн).
Получил степень бакалавра по электротехнике в Корнеллском университете, окончил магистратуру в Колумбийском университете. Учился в Парижском университете.

## Карьера
В 1963 году Демарко начал работать в Bell Telephone Laboratories, где он участвовал в проекте по разработке первой масштабной электронной системы переключения ESS-1, которая в итоге была установлена в телефоны офисов по всему миру. В 1960-х годах он начал работать на французскую консалтинговую фирму, где работал над созданием конвейерной системы в новом торговом центре в Ла-Виллет в Париже, и в 1970-е годы на развитие систем ДБО в Швеции, Голландии, Франции и Нью-Йорке.
В 1970-х годах Демарко был одной из главных фигур в развитии структурного анализа и структурного проектирования в программной инженерии. В январе 1978 года он опубликовал книгу «Структурный анализ и спецификация систем», которая стала важной вехой в этой области.
В 1980-е годы Демарко совместно с Тимом Листером (Tim Lister), Стивеном Мак-Менамином (Steve McMenamin), Джоном Ф. Палмером (John F. Palmer), Джеймсом Робертсоном (James Robertson) и Сьюзан Робертсон (Suzanne Robertson) основал международную консалтинговую фирму «Atlantic Systems Guild». Компания не случайно названа гильдией (Guild): она представляет собой объединение профессиональных консультантов в области методов проектного управления и разработки программного обеспечения. Компания имеет офисы в США, Великобритании и Германии.
Демарко читал лекции и консультировал по всей Америке, Европе, Африке, Австралии и на Дальнем Востоке.
Является членом ACM и членом Института инженеров электротехники и электроники (IEEE).

## Личная жизнь
Живёт в Камдене, штат Мэн.
Женат на Салли О. Смит (Sally O. Smyth).

## Публикации
Демарко — автор 13 книг и более чем 100 статей, посвященных проблематике управления проектами и разработки программного обеспечения, а также художественных книг. Ниже перечислены основные из них.
- DeMarco T. Structured Analysis and System Specification. Prentice Hall, 1979. ISBN 0-13-854380-1.
- DeMarco T. Controlling Software Projects: Management, Measurement, and Estimates. Prentice Hall, 1986. ISBN 0-13-171711-1.
- DeMarco T., Lister T. Peopleware: Productive Projects and Teams. Dorset House, 1987. ISBN 978-0-932633-43-9. Русский перевод: Демарко Т., Листер Т. Человеческий фактор: успешные проекты и команды / Пер. с англ. М. Зислиса и С. Маккавеева — СПб.-М.: Символ, 2010. — ISBN 978-5-93286-217-9 (неоднократно переиздана).
- DeMarco T. Software State of the Art: Selected Papers. Dorset House, 1990. ISBN 978-0-932633-14-9.
- DeMarco T. The Deadline: A Novel About Project Management. Dorset House, 1997. ISBN 978-0-932633-39-2. Русский перевод: Демарко Т. Deadline: Роман об управлении проектами. / Пер. с англ. А. Максимовой. — М.: Вершина, 2006; То же: М.: Манн, Иванов и Фербер, 2010. — ISBN 978-5-00-057795-0 (на 2016 год выпущено 9 изданий на русском языке).
- DeMarco T. Dark Harbor House: A Novel. Down East Books, 2000. ISBN 978-0-89272-511-3.
- DeMarco T. Slack, Getting Past Burnout, Busywork, and the Myth of Total Efficiency. Crown Business, 2002. ISBN 978-0-7679-0769-9.
- DeMarco T., Lister T. Waltzing with Bears: Managing Risk on Software Projects. Dorset House, 2003. ISBN 978-0-932633-60-6.
- DeMarco T., Hruschka P., Lister T., Robertson S., Robertson J., McMenamin S. Adrenaline Junkies and Template Zombies: Understanding Patterns of Project Behavior. Dorset House, 2008. ISBN 978-0-932633-67-5. Русский перевод: Балдеющие от адреналина и зомбированные шаблонами: Паттерны поведения проектных команд / Пер. с англ. М. Зислиса — СПб.-М.: Символ, 2010. — ISBN 978-5-93286-160-8.
- DeMarco T. A Beam of Ruby Light. Double Dragon Publishing, 2016. ISBN 978-1-5354-3748-6.